# Corallocarpus schimperi
Corallocarpus schimperi är en gurkväxtart som först beskrevs av Naud., och fick sitt nu gällande namn av Joseph Dalton Hooker. Corallocarpus schimperi ingår i släktet Corallocarpus, och familjen gurkväxter. Inga underarter finns listade i Catalogue of Life.